# Koropets (rivière)
La rivière Koropets (en ukrainien : Коропець) est un cours d'eau d'Ukraine, et un affluent gauche du Dniestr.

## Géographie
La Koropets est longue de 78 km et draine un bassin de 511 km2. Elle arrose les raïons de Kozova, de Pidvolotchyskta et de Monastyryska, dans l'oblast de Ternopil. La Koropets a un régime nivo-pluvial. Elle est généralement gelée de début décembre à fin février - début mars. L'eau de la Koropets est utilisée pour les besoins domestiques et la pisciculture.
La Koropets arrose la commune urbaine de Kozova et les villes de Pidhaïtsi et de Monastyryska.